# Microcyclops varicans
Microcyclops varicans är en kräftdjursart som först beskrevs av Georg Ossian Sars 1863.  Microcyclops varicans ingår i släktet Microcyclops och familjen Cyclopidae. Arten är reproducerande i Sverige. Inga underarter finns listade i Catalogue of Life.